# Baniana semilugens
Baniana semilugens är en fjärilsart som beskrevs av Walker 1857. Baniana semilugens ingår i släktet Baniana och familjen nattflyn. Inga underarter finns listade i Catalogue of Life.